# Lipany
Lipany és una ciutat d'Eslovàquia. Es troba a la regió de Prešov, al nord del país.

## Història
La primera referència escrita de la vila data del 1328.

## Demografia
| Godina             | 1994 | 2004   | 2014   | 2024   |
| ------------------ | ---- | ------ | ------ | ------ |
| Nombre de persones | 5800 | 6302   | 6422   | 6450   |
| Diferència         |      | +8,65% | +1,90% | +0,43% |

| Godina             | 2023 | 2024   |
| ------------------ | ---- | ------ |
| Nombre de persones | 6451 | 6450   |
| Diferència         |      | −0,01% |

## Ciutats agermanades
- Piwniczna, Polònia
- Muszyna, Polònia
- Strzyzow, Polònia
- Fajslawice, Polònia
- Jaslo, Polònia
- Chust, Ucraïna

## Galeria d'imatges

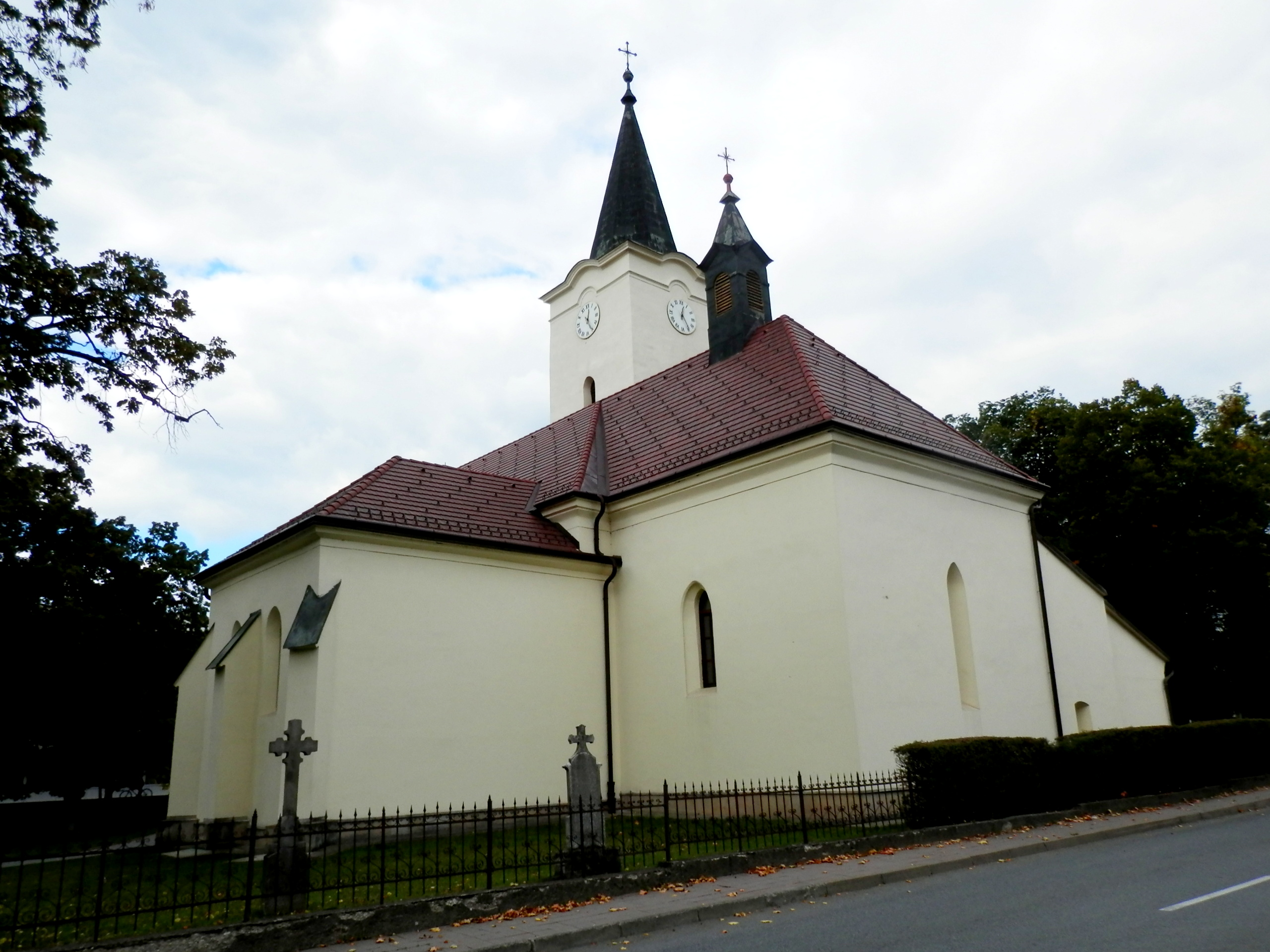
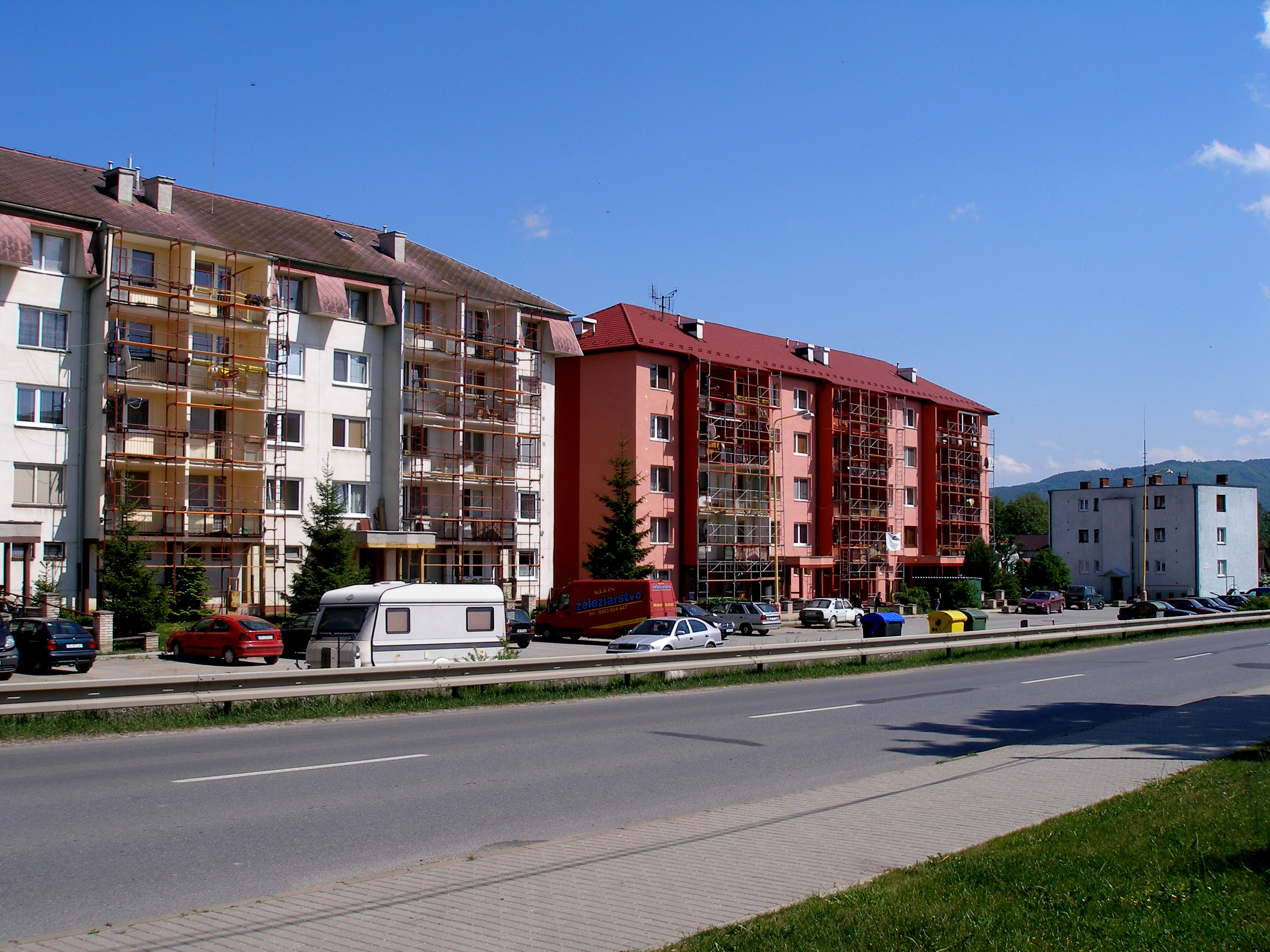
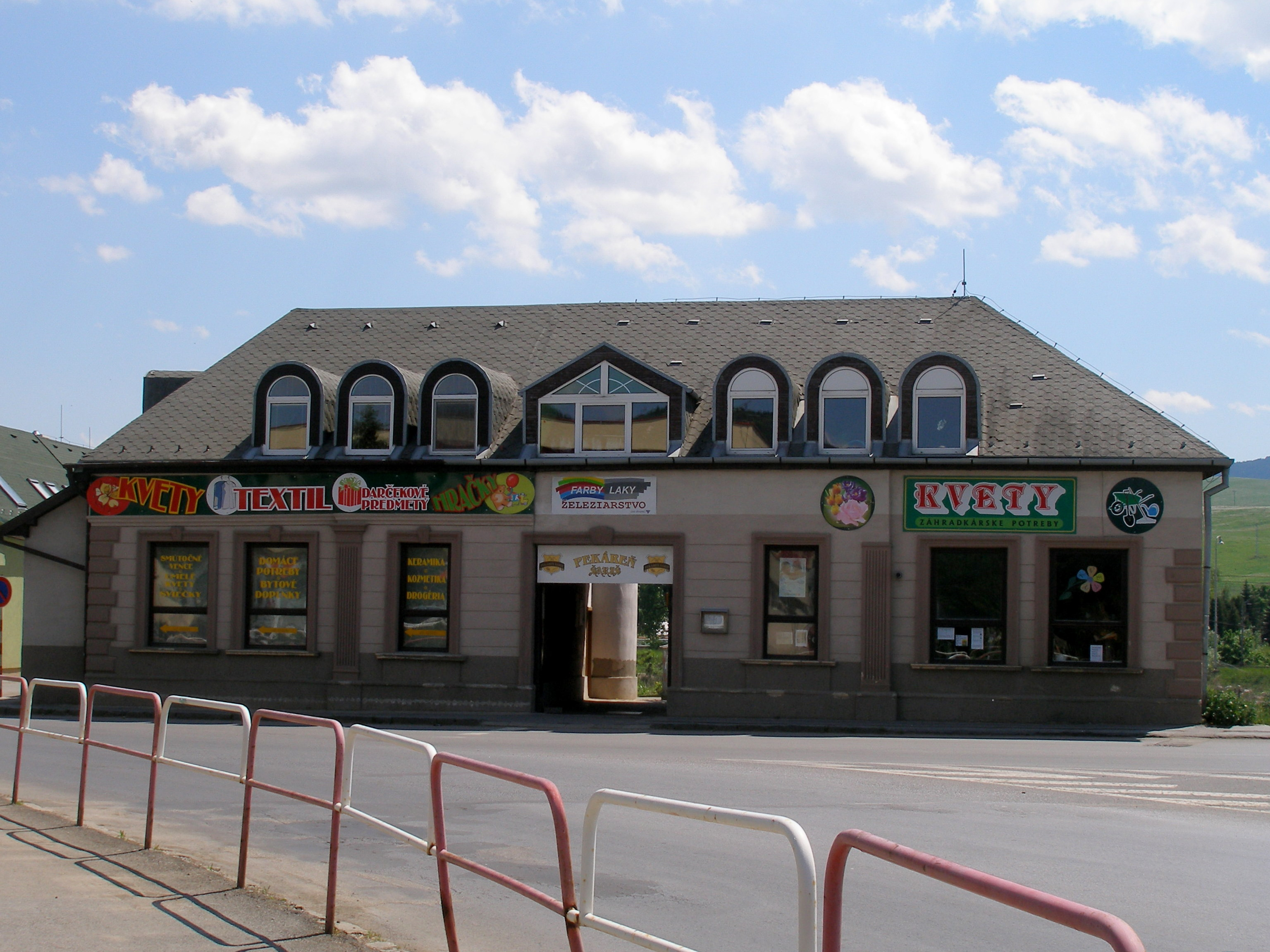
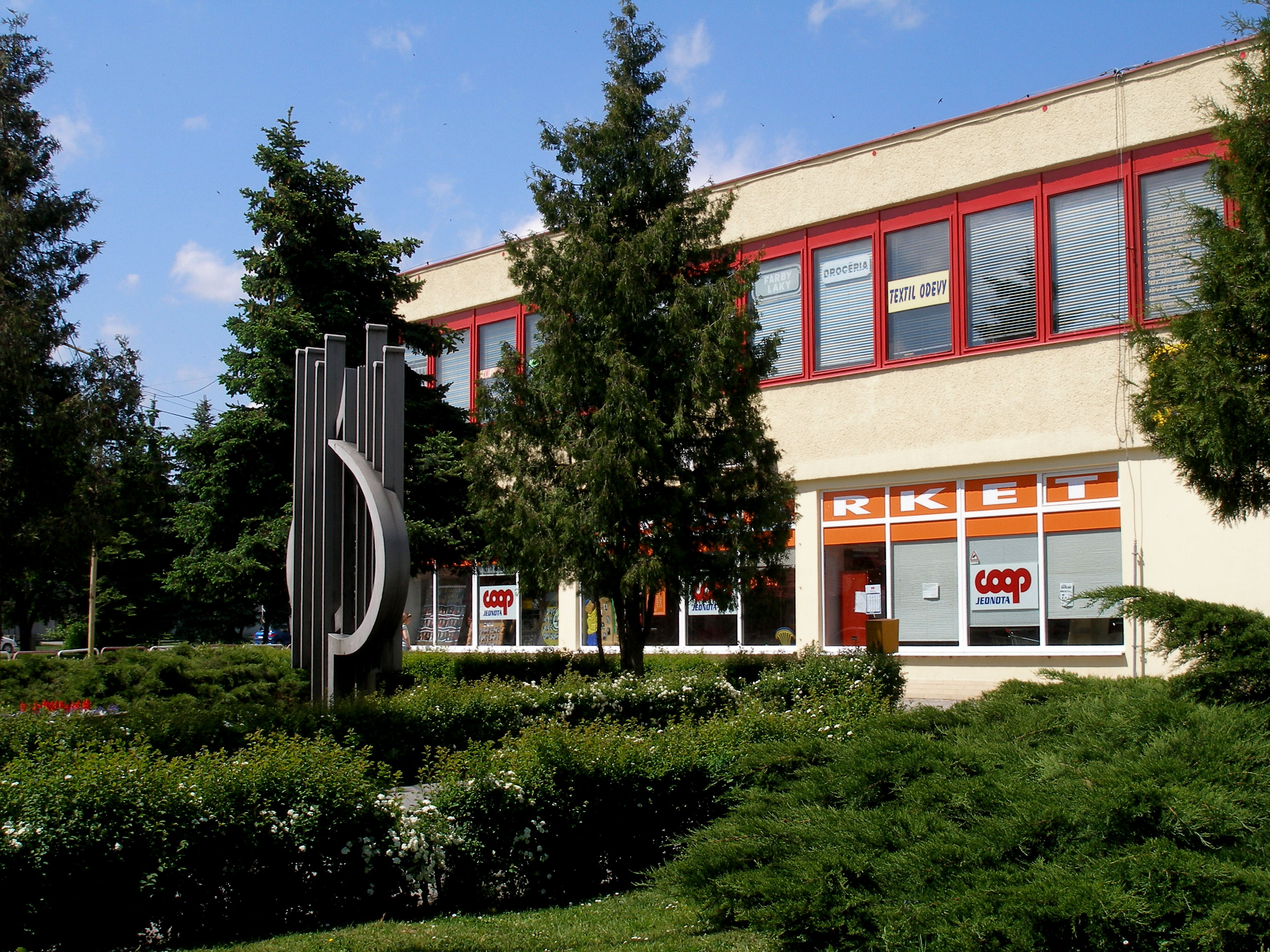

1. 1 2  «Počet obyvateľov podľa pohlavia - obce (ročne) [om7101rr_obce=AREAS_SK]».   Statistical Office of the Slovak Republic, 31-03-2025. [Consulta: 31 març 2025].